# Takovski grm
Le Takovski grm (en serbe cyrillique : Таковски грм) ou, en français, le chêne de Takovo, est un ensemble mémoriel situé à Takovo, dans la municipalité de Gornji Milanovac, en Serbie. Il commémore le début du second soulèvement serbe contre les Ottomans dirigé par le prince Miloš Obrenović ; cet événement historique inaugural est connu sous le nom de soulèvement de Takovo. En raison de son importance, le site a été inscrit sur la liste des sites mémoriels d'importance exceptionnelle de la République de Serbie.

## Emplacement
L'ensemble mémoriel de Takovski grm est situé dans la vallée de la rivière Dičina, à 10 km au nord-ouest de Gornji Milanovac, sur le territoire du village de Takovo, là où le prince Miloš Obrenović a lancé le second soulèvement serbe contre les Ottomans le 23 avril 1815, dimanche des Rameaux.

## Site
Le site abrite encore quelques vestiges du  « vieux chêne » (en serbe : Stari hrast), sous lequel le prince a pris la décision de lancer l'insurrection. Ce type de chêne pédonculé (Quercus robur) est connu dans la région sous le nom de grm, ce qui a valu au site le nom de Takovski grm, le « chêne de Takovo ». L'arbre est resté intact jusque dans les années 1950 et des fragments sont aujourd'hui conservés au Musée du second soulèvement serbe de Takovo et dans l'église de la Sainte-Trinité à Gornji Milanovac. Plus tard, un « jeune chêne » (Mladi hrast) a été planté pour perpétuer la commémoration des événements de 1815. À proximité du jeune chêne se trouve une plaque commémorative déposée en 1995 par « le peuple de la municipalité de Gornji Milanovac » au nom de la « postérité reconnaissante ».

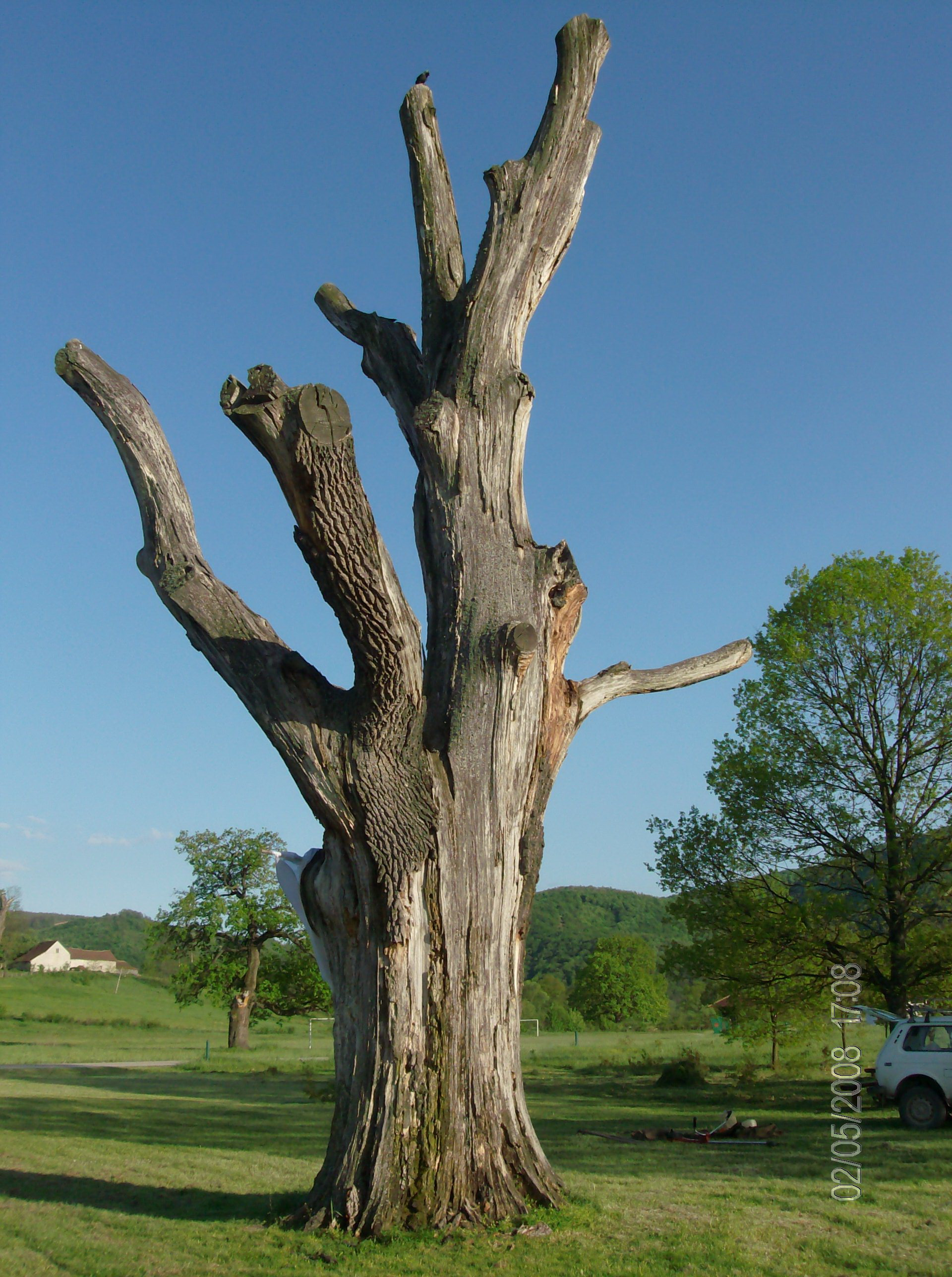
Le « vieux chêne »
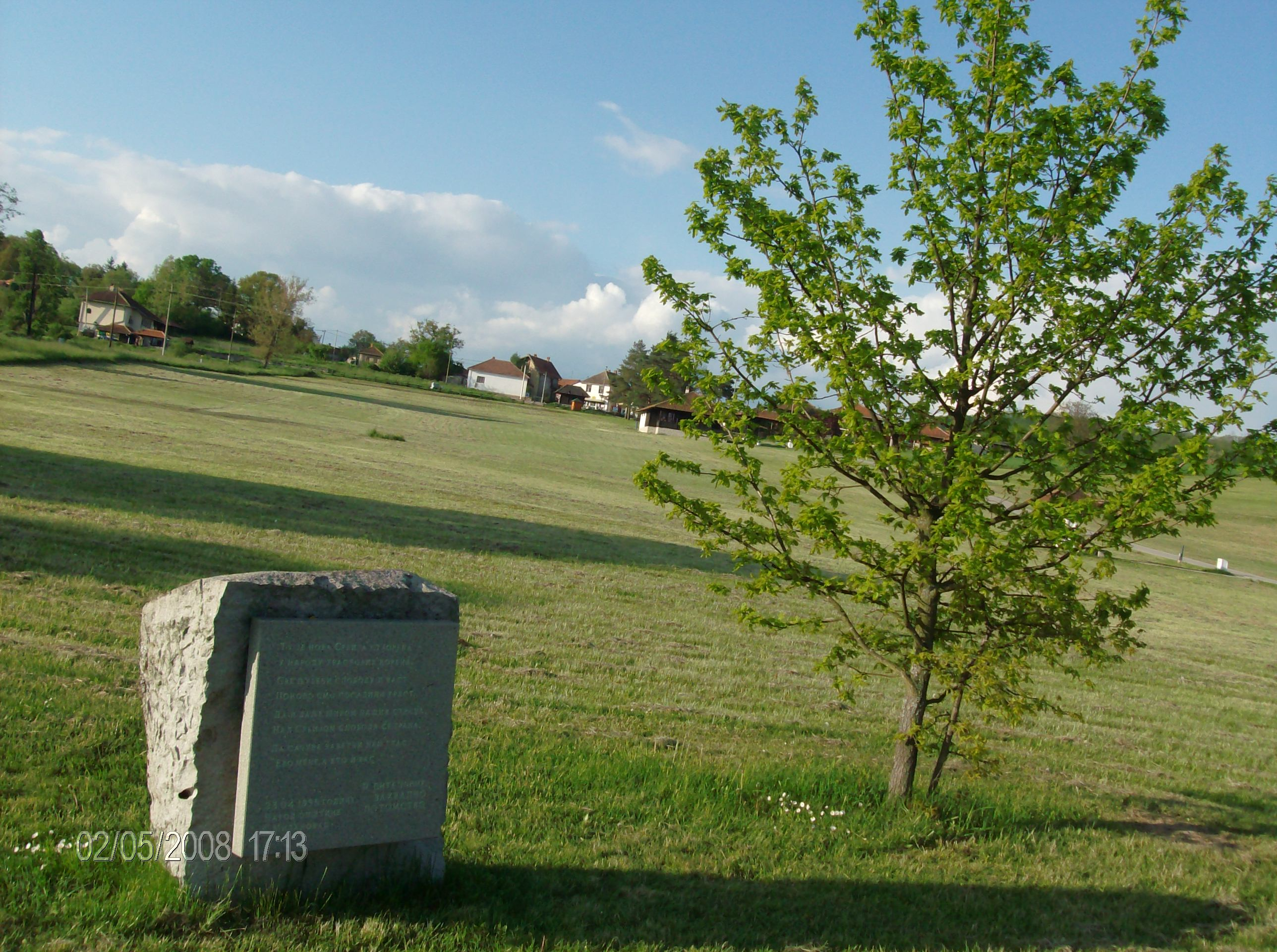
Le « jeune chêne »

Près du « vieux chêne », un monument commémoratif, connu sous le nom de Monument de Miloš Obrenović (en serbe : Spomenik Milošu Obrenoviću), a été érigé en 1887 ; cette œuvre, qui se présente sous la forme d'une pyramide placée sur une base hexagonale et entourée de six piliers reliées par des chaînes en fer forgé, a été conçue par l'architecte Manok et sculptée par Mihailo Čebinac de Kraljevo. Sur le monument sont gravés des vers célèbres du poète Ljubomir Nenadović :
« Ce chêne, avec le temps, pourra se dessécher,
Et ce pilier de pierre se briser,
Mais toujours la Serbie restera debout
Et toujours elle se souviendra du nom de Miloš ».
À l'ouest du monument de Miloš Obrenović se trouve un autre monument en bronze érigé en 1890, Le Soulèment de Takovo (en serbe : Takovski ustanak), œuvre du sculpteur Petar Ubavkić.

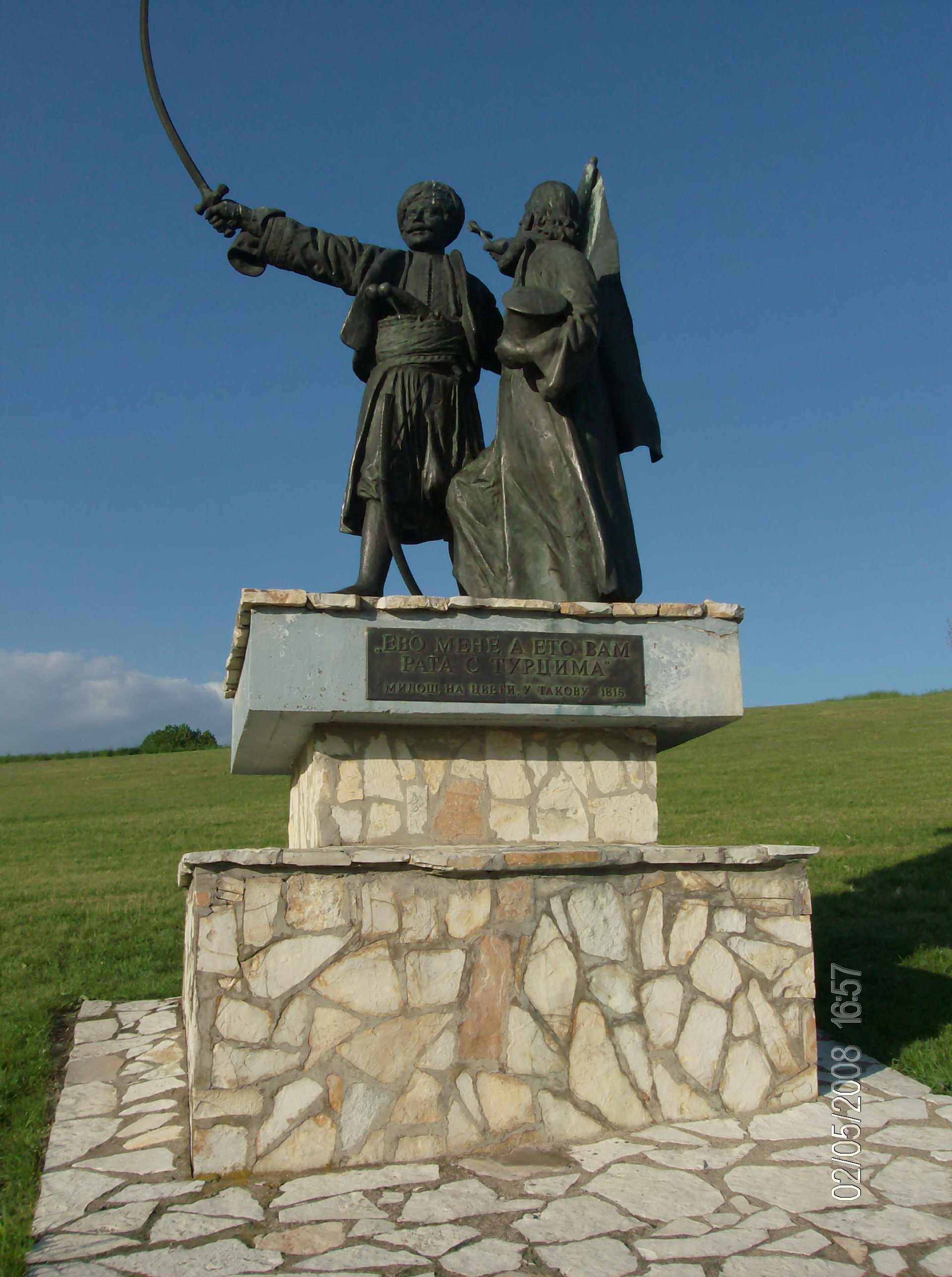
Le Soulèvement de Takovo de Petar Ubavkić